# Быканов, Василий Кузьмич
Василий Кузьмич Быканов (1925 год, село Большие Крюки, Пристенский район, Курская область — 22 октября 1995 год, Витебск, Белоруссия) — бригадир комплексной бригады управления «Жилстрой» треста «Зыряновскстрой», город Зыряновск Восточно-Казахстанской области, Казахская ССР. Герой Социалистического Труда (1966). Депутат Верховного Совета Казахской ССР 6-го и 7-го созывов.

## Биография
Родился в 1925 году в крестьянской семье в селе Большие Крюки Курской области. В начале 1940 года переехал вместе с семьёй в Казахстан, где стал работать в колхозе «Пятилетка за четыре года» Зыряновского района. С 1943 года участвовал в Великой Отечественной войне. После демобилизации в 1947 году возвратился в Казахстан. Трудился маляром на различных строительных объектах в городе Зыряновск. В 1954 году назначен бригадиром комплексной бригады управления «Жилстрой» треста «Зыряновскстрой».
По инициативе Василия Быканова бригада перешла на хозрасчёт. В бригаде применялись передовые методы штукатурки стен раствором цемента и известковой пасты без олифы, что привело к увеличению производительности труда на 38 %. В годы 7-й пятилетки бригада Василия Быканова ежегодно перевыполняла план в среднем до 118 %. За выдающиеся успехи, достигнутые в выполнении заданий семилетнего плана по капитальному строительству удостоен звания Героя Социалистического Труда указом Президиума Верховного Совета СССР от 11 августа 1966 года c вручением ордена Ленина и золотой медали «Серп и Молот».
Избирался депутатом Верховного Совета Казахской ССР VI (1963—1967) и VII созывов (1967—1971).
Позднее проживал в Магадане. В последние годы своей жизни проживал в Витебске, где скончался в 1995 году.